# Хаджибей

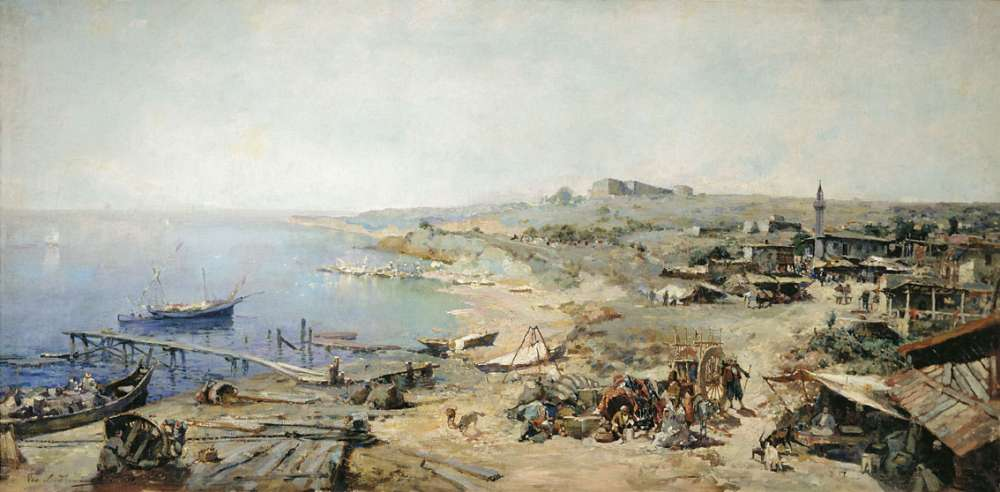
Г. А. Ладыженский. Хаджибей. 1899. Масло, холст. Одесский художественный музей

Хаджибе́й (тур., крымскотат.: حَاجِیبَیْ «Хаджибей»):10—12:1—26:30 (другие названия, встречающиеся в исторической литературе — Гаджибе́й:9—22, Качибе́й (пол. Cacybei, Cacubius), Коцюбее́в (укр. Коцюбіїв), Какуби́я) — известное с XIV века поселение (каменный замок, стоянка для судов и порт), находившееся на берегу Одесского залива, на месте современного города Одессы. Поселение было разрушено и запустело в XV веке (по иной гипотезе — во второй половине XVI века) и было возрождено при Османской империи в XVIII веке.

## Процветающая средиземноморская торговля как предпосылка зарождения и гибели поселения
В XIII веке купцы из процветающих итальянских портов прочно обосновались на северных берегах Чёрного моря (города-колонии Тана, Кафа, Вичина, Ликостомо, Монкастро и др.), чему способствовала слабость Византийской империи и свободное плавание через Черноморские проливы. На итальянских морских картах (портоланах), изданных в те времена, побережье в районе нынешней Одессы обозначалось словом «Джинестра» (la ginestra, la zinestra, la sinestra). Название чего это было — места якорной стоянки, удобной гавани или торговой колонии — точно не известно. В это же время степи, примыкающие к Одесскому заливу, были центром кочевий Ногайского улуса — орды, отколовшейся от Золотой. Между итальянцами и ордой существовала развитая торговля. Вывозились рабы и зерно. Однако, стремясь установить контроль над Константинополем, османский султан Мехмед II в 1452 году запер Босфор двумя крепостями, построенными на азиатском (Анадолухисар) и европейском (Румелихисар) берегу в самом узком месте пролива и приказал взимать дань со всех проходящих судов, а не подчиняющиеся суда — топить. В результате этих мер итальянская черноморская торговля была парализована. Вскоре (к концу XV века) запустели или были захвачены и разрушены османами все торговые черноморские колонии. Османская империя недоверчиво относилась к иностранным купцам, а вследствие политической неопределённости статуса и слабой заселённости северного Причерноморья своих купцов там не было. Лишь с середины XVIII века, когда Османская империя начала укреплять свою северную границу от нарастающей российской экспансии, вновь возникли предпосылки для развития торговли.

## Основание поселения и происхождение его названия
Существует две основные версии основания поселения:

### Татарская версия
По одной версии, поселение основали татары в середине XIV века. В пользу этой гипотезы говорит то, что степи северного Причерноморья были в XIV веке пристанищем разных кочевых орд. Во второй половине XIV века Золотая Орда распадается. На побережье Одесского залива располагается Перекопская орда во главе с беком Хаджи (вероятно, совершившим хадж в Мекку и Медину), именуемым Хаджи-бей (крымскотат. حَاجِیبَیْ, дословный перевод: «князь, совершивший хадж») (у славян известен как Качибей). Этот бек участвовал в битве при Синюхе (Синие Воды) в 1362 году и был разбит Великим князем литовским Ольгердом. «Повесть о Подолье» называет Хаджи-бея в числе «отчичей» и «дедичей», то есть наследственных владетелей этих земель. Права потомков Хаджи-бея на эти земли подтверждаются ярлыками крымских ханов до середины XV века.

### Литовская версия
По второй версии, поселение было основано литовцами в правление Витовта (1392—1430), когда Северное Причерноморье вошло в состав Великого княжества Литовского.

Коцюбеев на карте Великого Княжества Литовского

В рамках литовского следа рассматриваются две возможные гипотезы.
1. Согласно гипотезе польского исследователя Марьяна Дубецкого, жившего в Одессе в 1880-х годах, своё название Коцюбей получил от имени литовского магната Коцюбы-Якушинского (пол. Kocub Jakuszynski), который после присоединения этих земель к Великому княжеству Литовскому переселил сюда своих крестьян[8]. Версия основана на более поздних (середина XVI века) сведениях о потомке того предположительного шляхтича — Борисе Коцюбе.
2. По другой гипотезе о происхождении Коцюбеева историки исходят из факта наличия в XV веке на Подолье села Kaczebijow, которое принадлежало шляхетскому роду Язловецких. Можно предположить, что подольские селяне были переселены в новый город, который они назвали в честь родного села. Некоторые современные украинские писатели считают данную гипотезу наиболее вероятной[7].

В пользу версии литовского основания можно отнести самое первое письменное упоминание о поселении — относящееся к 1413 году. Но суть упоминания указывает на то, что к 1413 году поселение уже было развитым и широко известным торговым местом — то есть вероятна возможность того, что поселение было основано задолго до присоединения этих земель к Великому княжеству Литовскому — татарами или даже итальянцами.

### Критика литовской и татарской версий
Профессор А. И. Маркевич в 1894 году раскритиковал гипотезу Марьяна Дубецкого как несостоятельную — дело в том, что Борис Коцюба жил через 150 лет после появления первого упоминания о Коцюбее — в XVI веке. Все умозаключения о его возможных предках XIV века, которые могли бы стоять у истоков Коцюбея, сделаны всего лишь на основании сохранившихся записей о его хозяйственной деятельности в XVI веке — то есть спустя 150 лет после предполагаемых событий. Гипотеза о Язловецких также построена на записях XVI века и возможных событиях века XIV. Никаких документов времён основания поселения — XIV века — пока что не найдено.
Это же в равной мере относится и к татарской версии основания — она базируется всего лишь на схожести звучания имени бека и названия поселения. Какие-либо документальные подтверждения отсутствуют.

## История поселения

### Средневековый период
Из-за катастрофического поражения Литвы в битве на Ворскле (1399 год) литовское освоение Северного Причерноморья приостановилось.
После смерти Витовта польский король Ягайло передал власть над Коцюбеевом великому князю литовскому Свидригайле. В соответствующем документе 1431 года поселение упоминается под названием Kaczubinyow, а в реестре городов, составленном по приказу Свидригайлы, значится как Kaczucklenow.
В 1442 году Хаджибей был передан в собственность подольскому магнату Фёдору Бучацкому:58. На это время приходится расцвет местной торговли. Помимо продажи зерна, Хаджибей был также известен как место добычи соли в лиманах:138. Про значение тогдашнего Хаджибея свидетельствует тот факт, что контроль над ним стал причиной судебного разбирательства между Бучацким и чиновниками таможенной службы.
После появления на исторической сцене новой силы — Османской империи — и перехода Крымского ханства в её подчинение (1473 год) литовское влияние в регионе постепенно сходит на нет:41—42.
Во второй половине XV века, когда Мехмед II покорял Крымское ханство, были опустошены и берега Северного Причерноморья, разорена средиземноморская торговля. Поселение Хаджибей пришло в упадок и запустело.

#### Упоминания о Хаджибее в средневековых документах

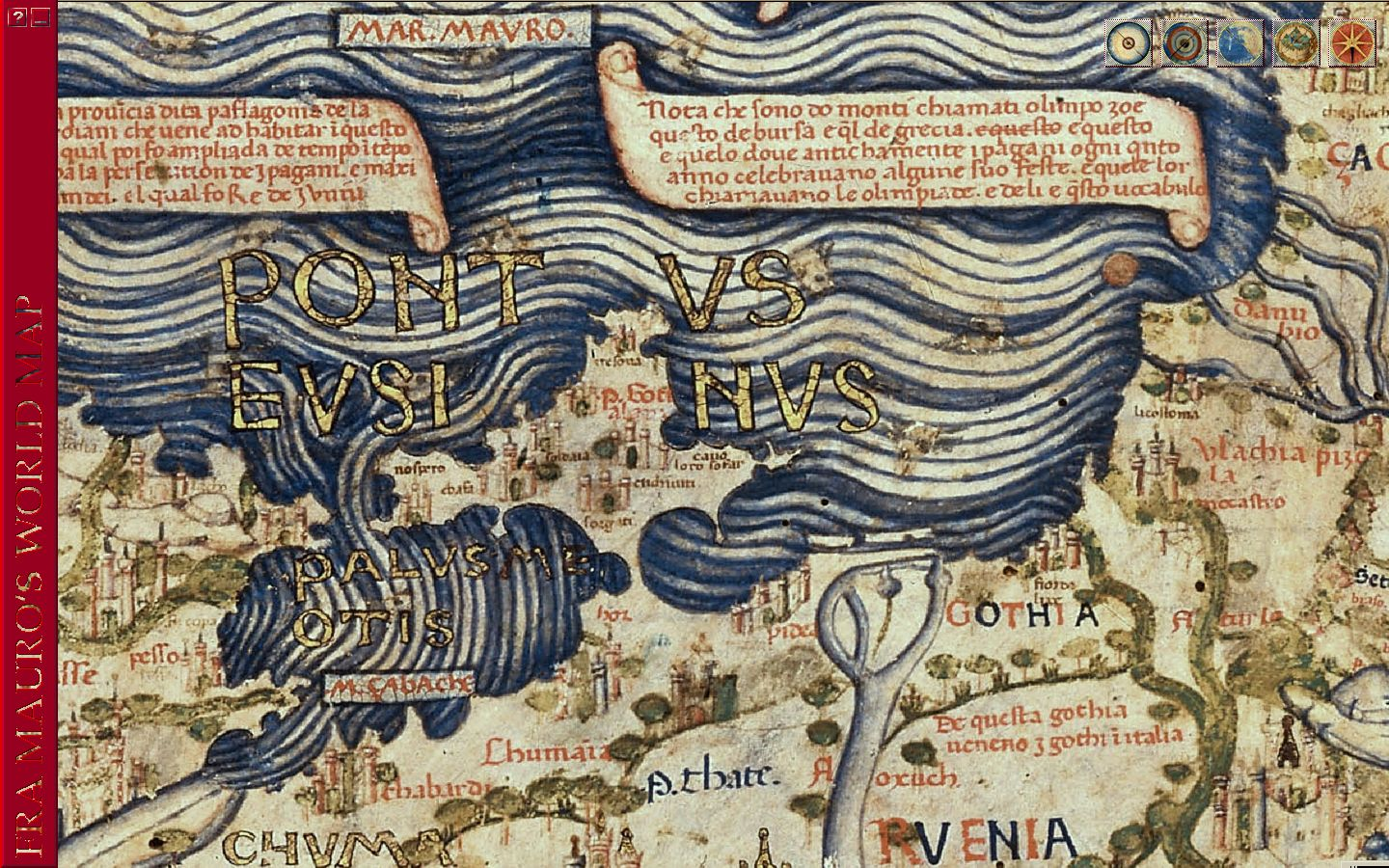
Фрагмент карты Фра Мауро 1459 года с северо-западным побережьем Чёрного моря, полуостровом Крым и Азовским морем. На месте современной Одессы показано поселение Фиорделикс.

В описании черноморского побережья арабским географом и путешественником Абу Абдаллахом Мухаммадом ал-Идриси, сделанном в середине XII века (составленном как лоция — т. н. Книга Рожера), побережье между устьями Днестра и Днепра упомянуто без наличия каких-либо портов или поселений.
В 1421 году бургундский рыцарь и путешественник Жильбер де Ланнуа при описании черноморского побережья по пути из Монкастро (Аккерман) до устья Днепра также вообще не упоминает об этом поселении:443 — 465.
На итальянской карте Фра Мауро 1459 года на месте Хаджибея показано поселение (либо развалины, в качестве навигационного ориентира) под названием Фиорделикс (итал. Fiordelixe).:628 — 629
В текстовых описаниях к карте Польши Вацлава Гродецкого (лат. Grodetius), изданной в Базеле в 1558 году в подарок польскому королю Сигизмунду Августу, есть упоминание о Качибее (пол. Caczibei), дословно: «Качибей. 48.55. Замок древний, разрушенный, стоит на берегу Овидиевого озера. Был известной польской торговой факторией, где соль хранилась морская…»
В 1578 году посланник Речи Посполитой в Крымском ханстве Мартин Броневский (пол. Martin Bronevsky) видит развалины «качибеева городища, как будто обрушившаяся земля, омываемая широким озером, находящимся возле моря и при устье Днестра.»

### Новое время (дороссийский период)
В конце XV в. городище перешло под контроль Крымского ханства, вассала Османской империи и вновь было заселено, но уже турками, едисанскими и крымскими татарами:9.

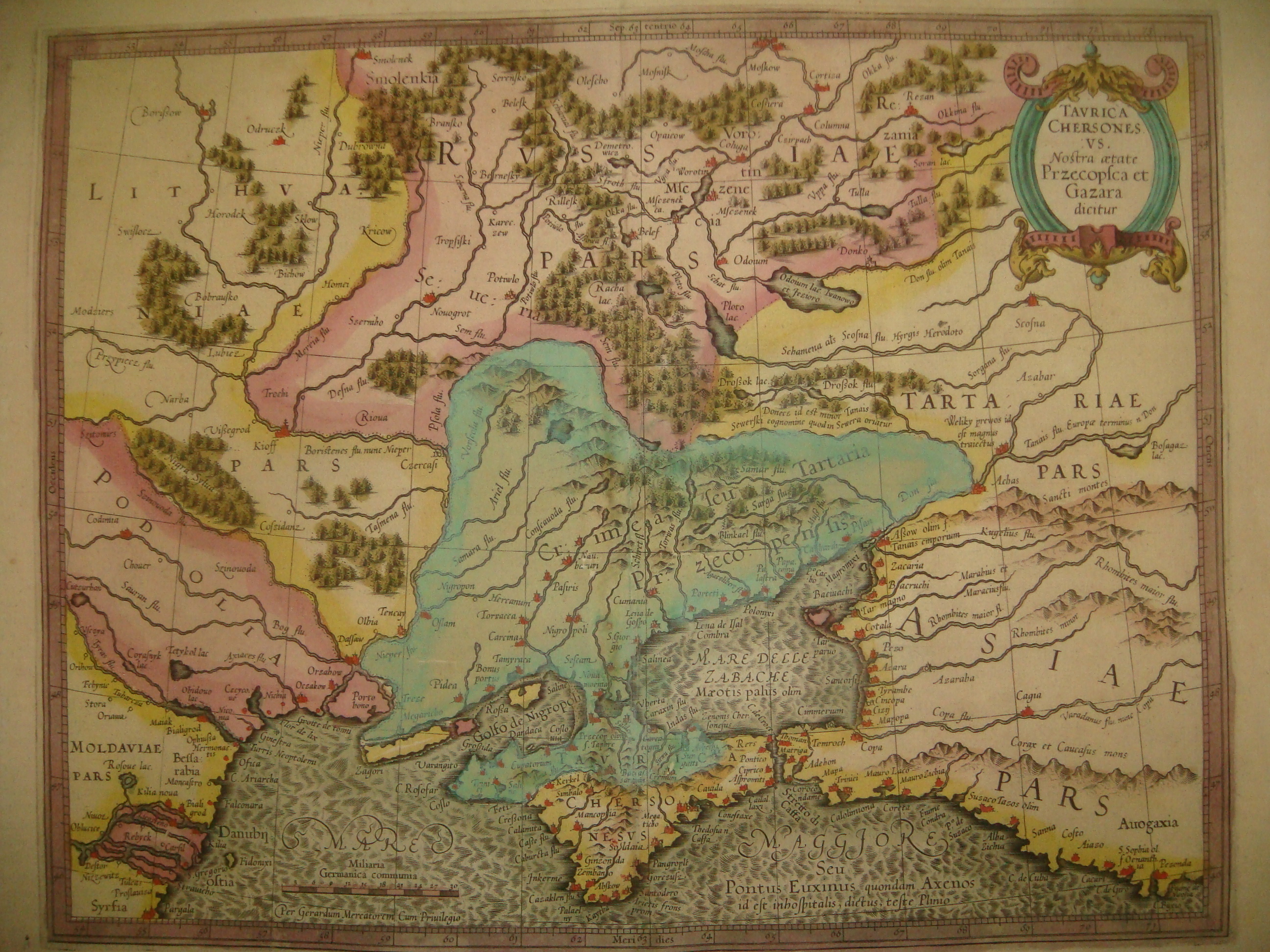
Карта Меркатора 1613 года Taurica Chersonesus. Nostra aetate Pruccopsca et Gazara dictur. В районе современной Одессы на карте показаны Ginestra и Flor de Lix.

В XVII веке Качибей вновь фигурирует в картографии (прежде всего — в морской), однако, наиболее вероятно, не в качестве существующего поселения, а в качестве навигационного знака, облегчающего ориентацию, — как приметные с моря развалины. В фундаментальной работе Боплана Описание Украины 1651 года Хаджибей не упомянут, но на карте, прилагаемой к ней, нанесены руины поселения Koczubi H. y. D.
В 1765 году рядом с Хаджибеем турки начали строить крепость Ени-Дунья (тур. Yeni Dünya — досл. «Новый Мир»), а вернее, восстанавливать развалины средневекового замка. В том же 1765 году в Хаджибее также строится порт для перевозки в столицу Османской империи Константинополь зерна (пшеница и ячмень), которое ранее перевозилось через порт в Аджидере. Подробный отчёт о крепости и окружавшем её поселении сохранился в рапорте План новопостроенного на берегу моря турецкого города Гаджибей русского разведчика Ивана Исленьева, который в 1766 году был послан под видом купца для тайного снятия плана крепости.

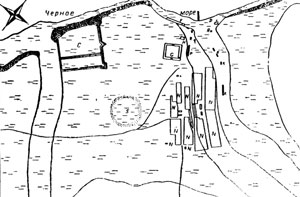
Карта Xаджибея и окрестностей, 1766 г.

Во время Русско-турецкой войны 1768—1774 годов России удалось в 1770 году привлечь на свою сторону Едисанскую орду, которая кочевала в окрестностях Хаджибея. Во время войны Хаджибейская крепость несколько раз становилась объектом нападений запорожских казаков, но оставалась неприступной. Лишь в 1774 году, перед самым заключением мира, её удалось захватить, но всего на несколько месяцев — по условиям договора Россия обязалась до 1 августа 1774 года очистить захваченные у Турции территории на правобережье Днепра.

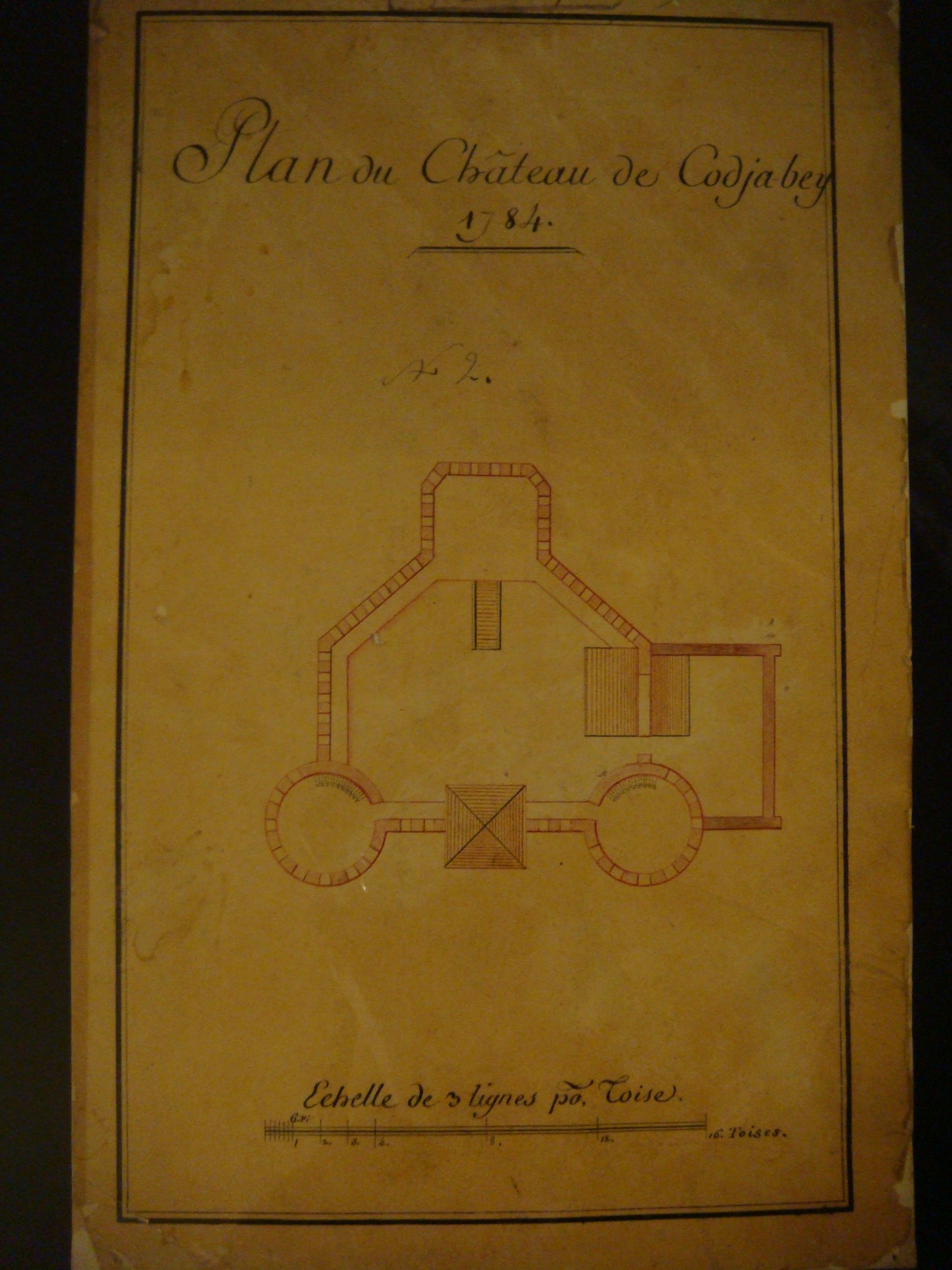
План Хаджибейской крепости 1784 года

После упразднения Запорожской Сечи в 1775 году часть казаков подалась на турецкие территории. Некоторое число их поселилось под стенами Хаджибейской крепости, где они основали поселение, названное по договору с турками Нерубайским (договор не нападать — не рубаться). Среди них были и евреи. Благодаря этим поселенцам их российско-подданные собратья были хорошо осведомлены обо всём, что происходило в крепости.
Последний набег казаков на Хаджибейскую крепость и разорение местечка вокруг неё состоялся в 1788 году, после начала русско-турецкой войны.
В этот период, кроме торговли, существенным экономическим занятием жителей было выпаривание в летние месяцы соли в прилежащих лиманах. Поселение было многонациональным по составу жителей — кроме турок и татар в нём жили евреи, греки, албанцы, беглые крестьяне из Малороссии.

#### Хаджибей в цитатах историков и путешественников
В 1656 году турецкий путешественник Эвлия Челеби выдвинул османскую версию возникновения поселения:

Когда султан Баязид завоевал Аккерман (1484), один богатый человек по имени Ходжа, прозванный Бай (богатый), получив разрешение султана, построил на этом месте, на скале, прочное укрепление и разместил в нём отряд воинов. Он сделался обладателем пяти стад по 1500 овец, и после долгой и счастливой жизни его стали звать Ходжабай. До сих пор постройки этого укрепления сохранились и хорошо видны на берегу Чёрного моря, на крутой скале.
В 1709 году камергер и летописец шведского короля Карла XII Густав Адлерфельд, сопровождавший его в бегстве из-под Полтавы в Османскую империю, видит «презренную татарскую деревушку близ Куяльницкой Пересыпи.»
Шведский историк Тунманн, описывая в 1783 году поселения Северного Причерноморья для немецкой географической энциклопедии упомянул и о Качибее:

Прежде существовал Качибей у Чёрного моря, неподалёку от устья Днестра, очень значительное торговое место, особенно в литовский период. Главные предметы торговли были зерно и соль. Теперь даже и развалин его не осталось.

По рассказам очевидцев, Гаджибейская крепость (или замок) стояла в то время на возвышенном, поросшем мелким кустарником берегу и составляла небольшой четырёхугольник, окружённый земляным валом. По середине возвышался пашинский дом не более шести саженей в длину и четырёх в ширину. В стороне от дома устроена была глубокая мина для хранения пороха. В мирное время 4 пушки торчали по углам крепости. Неподалёку от замка было разбросано татарское селение, жители которого помещались в небольших, плохо выстроенных из местного камня, землянках, накрываемых на зиму войлоками. При малейшей опасности со стороны неприятеля, татары выбирались на повозки и убегали в степь.

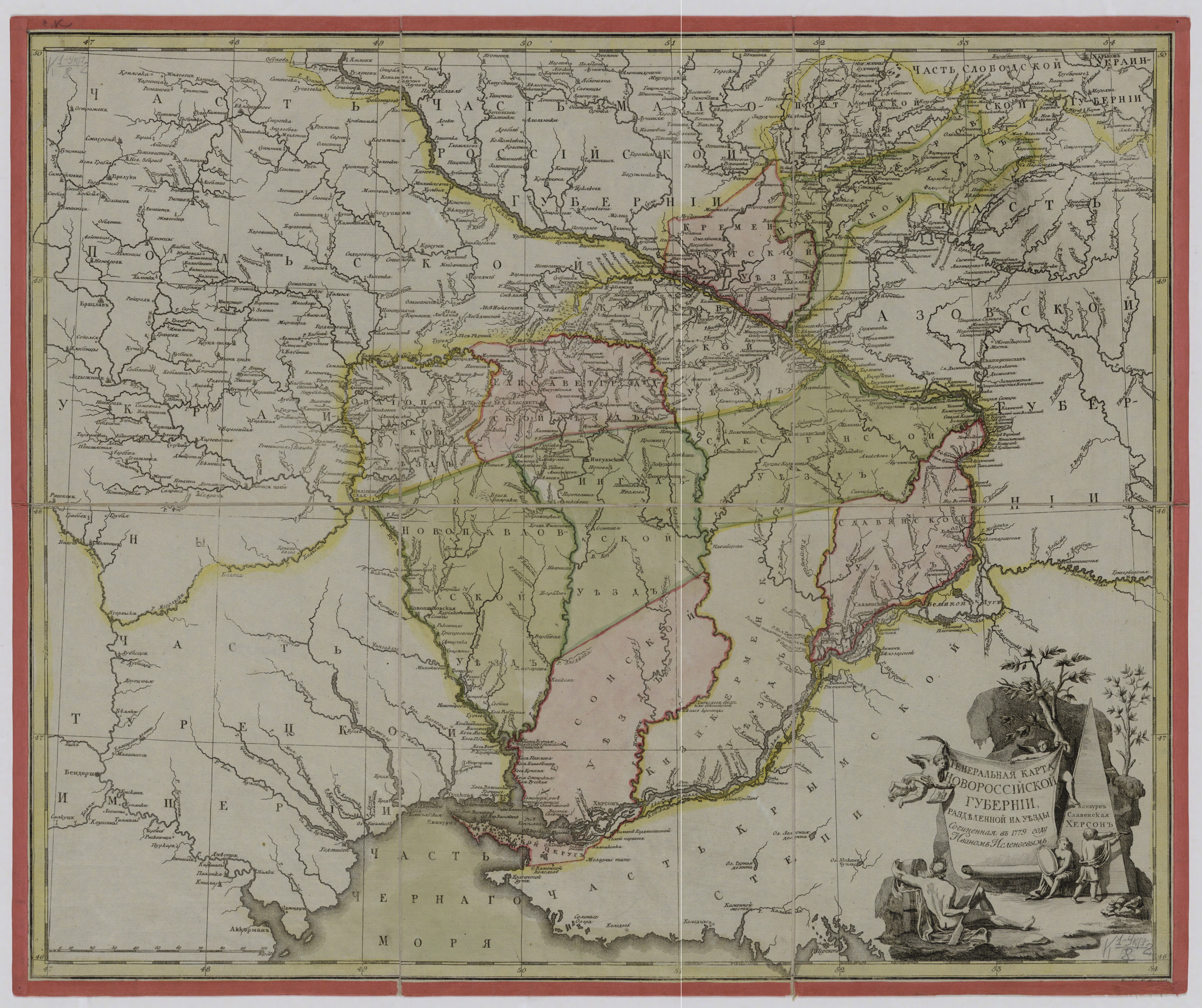
Хаджибей на карте Новороссийской губернии, 1779 г.

Местом сборища, рассказов новостей и центром тогдашней деятельности находившихся в Гаджибее турок и татар была кофейня, существовавшая на углу нынешних Ришельевской и Дерибасовской улиц. Неподалёку от неё росло грушевое дерево, в недавнее время ещё напоминавшее нашим старожилам о знакомой им кофейне. На месте нынешнего дома г. Прокопеуса на Екатерининской улице находилось мусульманское кладбище. Там, где возвышается теперь карантинное пассажирское отделение, стояла башня с маяком. На площадке, близ нынешней портовой таможни, известной в настоящее время под названием «старого карантина», были построены небольшие магазины для склада провианта, привозимого из Измаила и Аккермана для гаджибейского гарнизона. Отсюда же производилась и погрузка на суда тех товаров (преимущественно пшеницы и кож), коими Гаджибей вёл свою незначительную торговлю. Не представляя надёжной безопасности от непогод для судов, Гаджибейский залив в зимнее время оставался почти пустынным. Вся торговая деятельность его производилась в летнюю пору, когда уже устанавливалась хорошая погода; но и тогда шкипера, не доверяя постоянству моря, старались окончить сношения с Гаджибеем в одни сутки и спешили в открытое море.— Смольянинов К. М. История Одессы. Исторический очерк.:12—13

### Штурм и взятие крепости Хаджибей русскими войсками
Во время Русско-турецкой войны 1787—92 годов русские войска вытесняли турецкую армию с северо-западного побережья Чёрного моря. После падения Очакова в декабре 1788 года турецкий флот сделал своей региональной базой гавань Хаджибея. Захват Хаджибея становился первоочередной задачей для очищения побережья между Днестром и Днепром от турецкого флота. Подготовка к захвату крепости началась летом 1789 года с усиленной разведки. 3 (14) сентября 1789 года по приказу Потёмкина из Очакова к Хаджибею вышли три конных и три пеших полка казаков Черноморского войска под командованием войскового атамана З. Чепеги и войскового судьи А. Головатого при шести пушках. Дабы скрыть манёвр, войска продвигались только ночью и 12 (23) сентября 1789 года достигли Пересыпи.
На следующей день к казакам присоединились регулярные русские войска — один батальон Троицкого пехотного полка во главе с командиром полка полковником А. С. Хвостовым и Николаевский гренадерский батальон во главе с командиром секунд-майором Воейковым при батальонных, полевых и осадных орудиях. Из них и упомянутых шести казачьих полков составился передовой отряд под общим командованием генерала де-Рибаса. Основные силы русской армии под командованием генерала И. В. Гудовича шли на один дневной переход позади.
На день 13 (24) сентября 1789 года весь передовой отряд расположился в овраге — Кривой балке, скрытно от неприятеля.
Посланные ранее к Хаджибею казаки донесли де-Рибасу, что гарнизон крепости состоит всего из 300 человек при 12 пушках, но оборону усиливает турецкий флот — около 40 судов в море и 33 лансона, стоявших на якоре близ берега. Де-Рибас принял решение начать штурм крепости, не дожидаясь подхода основных сил. На перешейке между морем и Куяльницким лиманом генерал разместил батарею из 4 осадных и 12 полевых орудий (всю имеющуюся в его отряде артиллерию), направив её огонь в море — чтобы вредить неприятельскому флоту и не позволить ему помочь защитникам крепости. В то же время были точно распределены действия отрядов при штурме крепости. Секунд-майор Воейков должен был, открыв себя неприятелю и отвлекая его внимание на себя, занять окрестности замка, отрезая возможность как высадки десанта с турецких кораблей, так и возможность бегства из крепости гарнизона. Основная роль отводилась батальону под командованием полковника Хвостова, который при поддержке с флангов двух полков черноморских казаков должен был, двигаясь вдоль берега, подойти скрытно к крепости и штурмом овладеть крепостным валом. Расчёт был и на внезапность, и на слаженность действий всех отрядов.

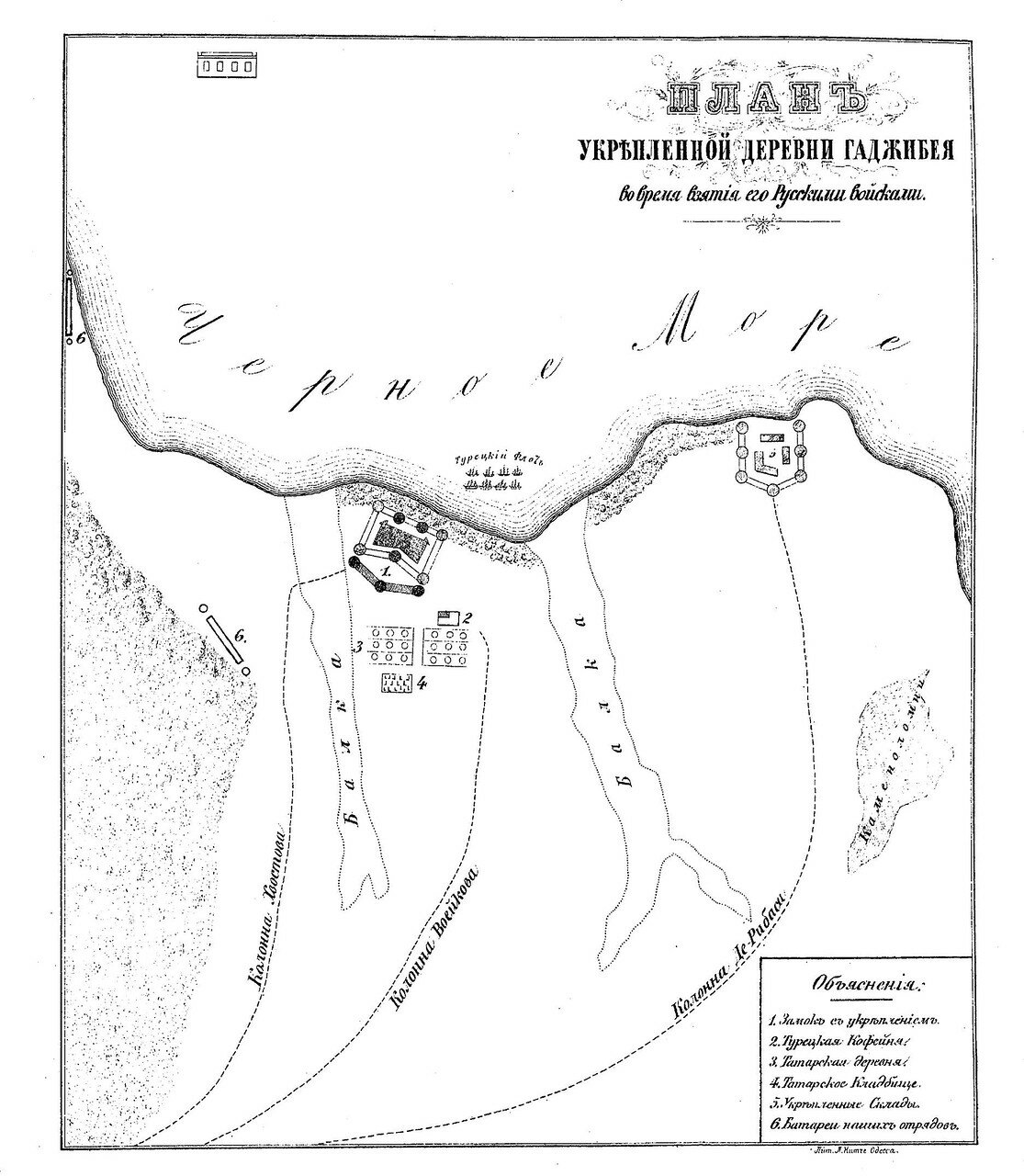
План деревни Гаджибей, 1789

В 4 часа утра турки заметили приближающиеся колонны русских, но было уже слишком поздно. В считанные минуты батальон полковника Хвостова, где находился и де-Рибас, овладел крепостью.
Однако взятием крепости бой не закончился. Утром, как только рассвело, турецкий флот подошёл к берегу и попытался огнём кораблей отбить крепость. И хотя перевес сил был на их стороне, вернуть себе Хаджибей турки не смогли. Им помешал сильный ветер, затрудняющий маневрирование турецких судов, и спешно присланная Гудовичем батарея из 12 пушек под командованием майора Меркеля, развёрнутая на берегу, у подножья захваченной крепости, против турецкого флота и своим умелым огнём отогнавшая турок. При этом как генерал Гудович, так и де-Рибас в своих последующих рапортах единодушно отмечали батарею майора Меркеля, ведшего точный и прицельный огонь.
После взятия Хаджибея де-Рибас докладывает Гудовичу: «урон наш состоит в пяти убитых, ранен офицер один, унтер-офицер один, рядовых 31 человек», турок «убито около ста». В рапорте наверх Гудович сохраняет данные русских потерь, но о турках пишет «около двухсот». Воспоминания очевидцев штурма говорят нам о другом: атакующие потеряли 15 человек убитыми и 50 ранеными, турок было убито до 70, ранено до 120 душ, остальной гарнизон сумел пробраться на корабли:116.
Официальные трофеи русских таковы: взяты в плен двухбунчужный паша Ахмет-бей, бин-паша, 5 агов, 5 байрактаров, 1 капитан судна и 66 нижних чинов, 12 пушек, 22 бочки с порохом, 800 ядер, 7 знамён и 2 флага, подбито два турецких лансона, один из которых вскоре затонул, а другой вынужден был подойти к берегу и сдаться.
Через месяц укрепления Хаджибея были взорваны «посредством двух мин», что было вызвано военной необходимостью.

### Хаджибей в составе Российской империи

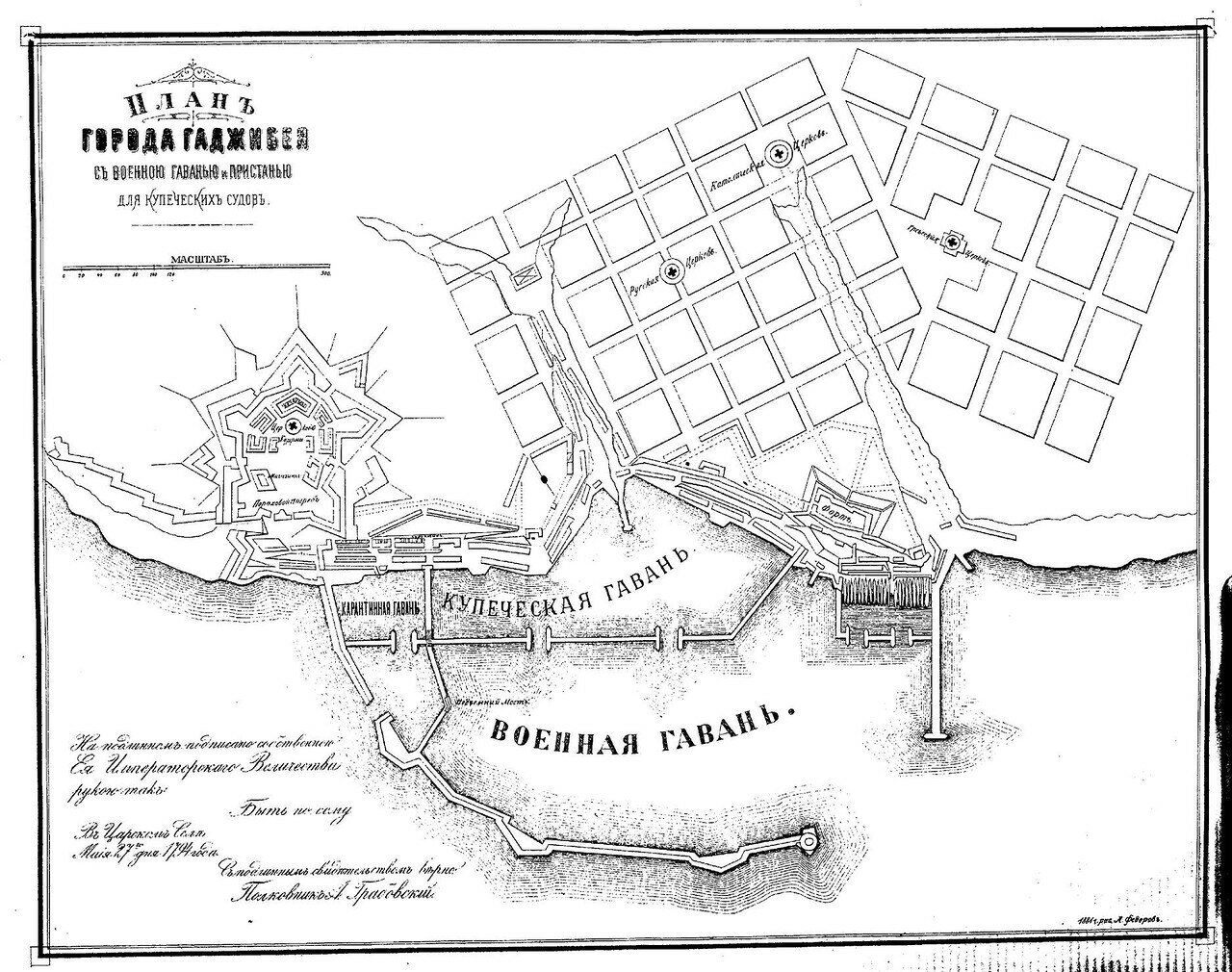
План города Гаджибея, 1794 год

В результате Русско-турецкой войны 1787—92 Хаджибей вошёл в состав Российской империи. По Ясскому мирному договору 1791 г. Хаджибей окончательно отошёл к России.
Первоначально, после заключения Ясского мира, предполагалось заселить Хаджибей выходящими в отставку моряками средиземноморской гребной флотилии. Но этот проект был в скором времени оставлен, а вместо него в 1793 году было решено включить крепость Хаджибей в III-ю оборонительную, или Днестровскую линию (эта линия обороны должна была прикрывать новую русскую границу со стороны Бессарабии, и в её состав должны были входить 3 крепости: Тираспольская, Овидиопольская и Хаджибейская), построить здесь крепость и сделать Хаджибейский рейд местом стоянки Черноморской гребной флотилии. Общий надзор за возведением крепостей был поручен А. В. Суворову. Строителями крепостей были назначены вице-адмирал де-Рибас и инженер де-Воллан. Проект крепости, предложенный де-Волланом, предполагал создать здесь крепость на 120 орудий и 2000 человек гарнизона. К постройке приступили немедленно, ежедневно работало до 800 солдат, и к концу 1793 года уже были видны очертания крепости. Таким образом, Хаджибей превращался в чисто военный город. В начале 1794 года в Хаджибей прибыли 2 мушкетёрских и 2 гренадерских полка вновь образованного для нужд флота Черноморского гренадерского корпуса.
По документу, составленному священником Романом Ивановым, Ведомость, учиненная новоприобретенной области… Романом Ивановым, сколько в ведомости его селений и слобод, декабря 1793 г в самом Хаджибее было всего 10 дворов, в них — «мужеска пола душ 22», а «женска пола — 6». Очевидно, что были посчитаны только местные жители, но не строители и гарнизон крепости. Вокруг самого Хаджибея были разбросаны несколько малочисленных слобод — Дальницкая слобода (58 жителей), четыре безымянных слободки на речке Свинной (всего 132 жителя) и два хутора на реке Куяльник (всего 46 жителей).
В этот момент произошёл коренной поворот в развитии Хаджибея. На его месте решили строить военный и торговый порт на Чёрном море. Первоначально собирались строить такой порт в Херсоне или Николаеве, но замерзающие и мелководные устья рек в тех городах заставили искать иное место. Заслуга де-Рибаса и де-Воллана состоит в том, что они поняли сами и убедили Екатерину II, что лучшего места, чем Хаджибей, не найти.
27 мая (7 июня) 1794 года последовал Высочайший рескрипт об устроении города и порта в Хаджибее. Новому городу давались привилегии: освобождение на 10 лет от налогов, военных постоев, выдача ссуды из казны поселенцам на первое обзаведение, разрешение сектантам совершать свои богослужения и строить свои церкви. 22 августа (2 сентября) 1794 года в торжественной обстановке были заложены каменные фундаменты первых городских и портовых строений.
Указом императрицы Екатерины II от 27.1(7.2). 1795 татарское селение Хаджибей преобразовано в город Одессу:69.

## Литература

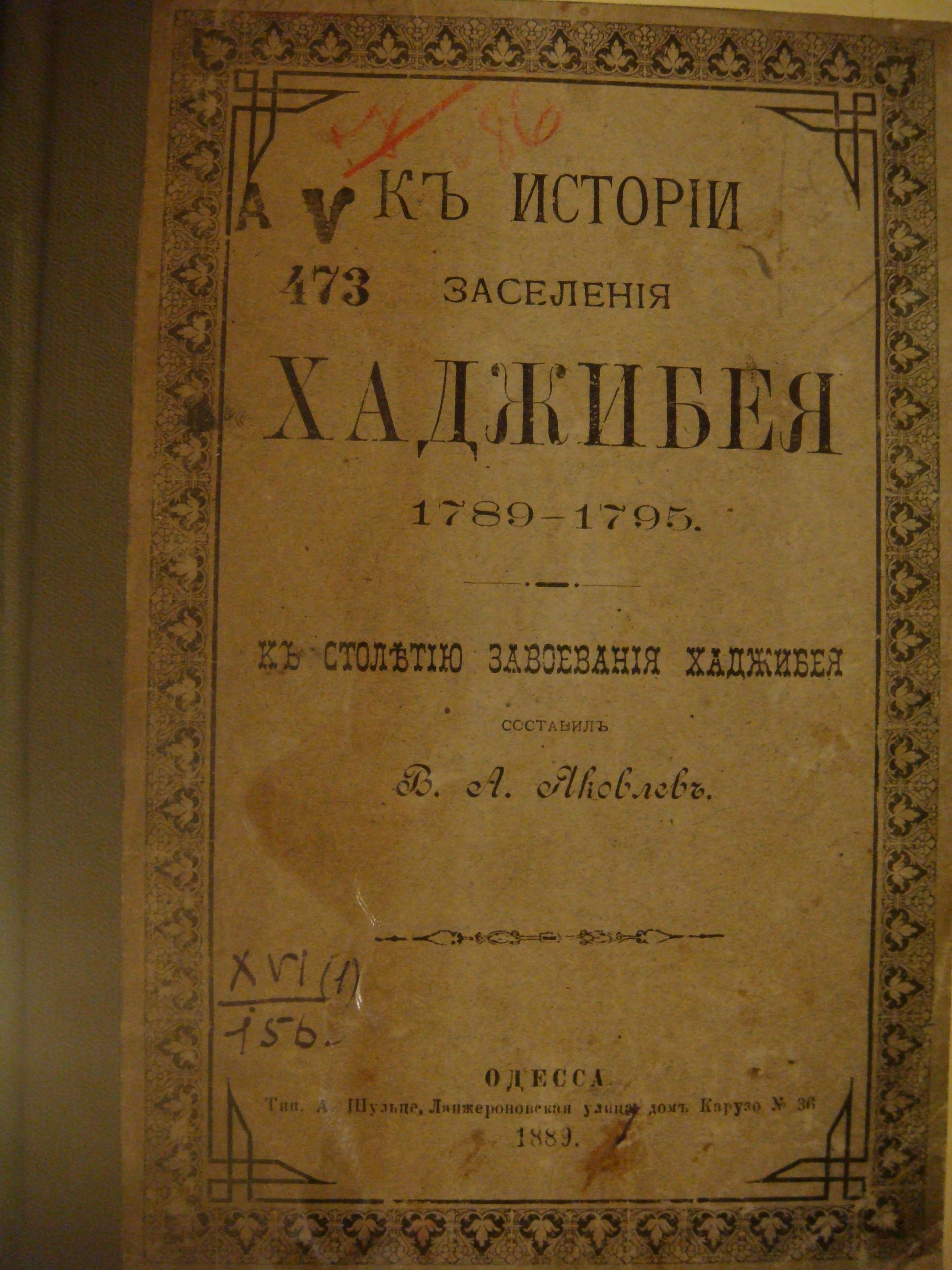
Одесская общественность живо интересовалась прошлым своего города. Одна из книг, изданных в Одессе к столетию завоевания Хаджибея русскими войсками.

### Художественная литература
- Трусов Ю. С. «Хаджибей» — исторический роман.